# 阿维荣·歌德斯坦
阿维荣·歌德斯坦（英語：Avram Goldstein，1919年7月3日—2012年6月1日）是一名美国科学家，斯坦福大学药理学教授，创建了斯坦福医学院药理学系。他是内啡肽的发现者之一，也是著名的成瘾性专家，1980年获富蘭克林獎章，曾当选美国国家科学院院士。他是一个无神论者。